# Ringerike
Ringerike este o comună din provincia Buskerud, Norvegia.